# Highlands Ranch
Pour les articles homonymes, voir Highland.
Highlands Ranch est une localité américaine du comté de Douglas, dans le Colorado.